# 加納氏
加納氏（かのううじ）は、日本の氏族の一つ。

## 加納氏 (平氏)
三浦氏の一族である佐原氏の佐原義連の子である時村を祖とする一族。岩代国耶麻郡加納庄が発祥の地である。同族には猪苗代氏、蘆名氏、北田氏、新宮氏、常世氏などがいる。

## 加納氏 (三河国)
三河加納氏（みかわかのうし）は、武家・華族だった日本の氏族。三河国加茂郡加納村（現在の愛知県豊田市加納町）の出身と称し、本姓は藤原氏と称する。江戸時代に紀州藩家老や大名を出し、維新後華族の子爵家に列した。家紋は丸に違い柏、輪宝。
『寛政重修諸家譜』（以下『寛政譜』）の加納家の系譜は、徳川家康に仕えた加納久直（孫大夫）から起こされており、久直以前はさまざまに伝えられている。久直の子・加納久利（平右衛門）の世代で加納家は紀伊徳川家に仕え、加納大隅守家が家老を世襲したほか数家を分出した。徳川吉宗に紀州での幼少期から近侍していた加納久通は、吉宗の将軍就任に伴い幕臣となって御側御用取次を務め、加増を受けて大名（伊勢八田藩主）となった。久通の子孫は上総一宮藩に移って幕末・廃藩置県まで存続、明治期に華族（子爵）となった。

### 祖先をめぐる伝承
『寛政譜』に載せる加納家の家伝によれば、加納家は松平泰親の庶子「松平備中守久親」の末裔で、代々加納村に住した。加納久直が徳川家康に仕えて本多重次の配下に配属された際、「松平」の名字を憚って「加納」を称したとする。また、「ゆへありて」本姓を藤原氏に改めたという。
明治時代に紀州徳川家が編纂した『南紀徳川史』は、『寛政譜』と同様に加納家を松平氏庶流とし、久直が徳川家康に仕えた事情を以下のように伝える。加納家の祖先は代々松平の宗家に従っていたが、松平広忠横死後の混乱の中で「松平孫大夫久直」は加茂郡広瀬・高橋一帯に勢力を有した三宅右衛門大夫配下の寺部城主鈴木重教に従った。桶狭間の合戦後、徳川家康が三宅右衛門大夫を討つと、三宅氏に属していた「鈴木党」など西三河の武士70人余は家康に降り、「高橋衆」として本多重次配下に附属された。久直もこのうち一人であり、「松平」の名字を憚って「加納」を称し、本姓を藤原に改めたという。『南紀徳川史』によれば、家康の関東入国にともない、久直は本多重次配下として上総国に移り、慶長年間に関東で没した。
明治6年（1873年）に旧一宮藩主加納家が作成した「加納家御系譜改正草稿扣」では、加納家はもともと駿河の今川家に従っており、加納久直の代に徳川家に仕えたことが記されている。すなわち、加納家の初代・加納政久（角左衛門尉）は康暦元年（1379年）に駿河国益津郡坂本村（現在の静岡県焼津市坂本）の陣営において「左衛門佐政保」の嫡男として生まれ、今川泰範・範政に仕えた。以後代々今川家に仕え、5代目の加納久行（平右衛門）は今川義元・氏真に仕えて武名の高い人物であったという。久行には「考えるところ」があり、三河国加茂郡加納村に在った息子の加納久直（孫大夫）に対して今後は「徳川殿」に仕えるよう指示し、久直は永禄4年（1561年）に徳川家に仕えたという。久行は永禄12年（1569年）に掛川城で落命したが、徳川家康は久行の「忠死」を称えて久直に本領（加納村）を安堵し、また久行の遺骸を賜ったという。

### 紀州藩士・加納家
久直の長男が加納久利（平右衛門）である。『南紀徳川史』によれば、久利は幼少時より於大の方（伝通院）の館で養育されたという。『寛政譜』によれば、久利は徳川家康に仕えて小姓を務め、常陸国で200石を知行していた。慶長8年（1603年）に久利は徳川頼宣に附属され、元和5年（1619年）に頼宣が紀州藩主となったことから紀州藩士となった。
加納久利は元和6年（1620年）に紀州で没した。久利の家督は、甥の直恒（九十郎、五郎左衛門）が家康の命によって継いだという。直恒は、紀州藩士・鈴木五郎兵衛（直儀）の次男で、母が久利の妹である。『南紀徳川史』によれば、直恒は盛徳院（家康の長女・亀姫）の屋敷にあってその養育を受け、その後「伯母」の「佐阿」が家康の侍女であったことからその厄介となって駿府城の長局で育ったという。直恒は家康の小姓となって鍾愛も深く、家康の命で久利の猶子になり、その後頼宣に附属された。加納家を継いだ直恒は2000石の知行を与えられ、紀州藩家老（年寄）を務めた。なお、久利には実子の久政（角兵衛）もいたが、別家を立てている。
加納直恒の子・政直（平次右衛門、大隅守）も紀州藩家老となった。加納政直は幼少期の徳川吉宗を養育したことで知られる。政直の子孫は紀州藩家老職を世襲し、代々「加納大隅守」を称した。

#### 久利の兄弟
『寛政譜』では久直の子として2男2女を載せており、長男が久利、長女が鈴木五郎兵衛妻（加納直恒の母）である。久直の二女は於大の方（伝通院）に仕えたが、慶長7年（1602年）に伝通院が没すると家康に仕えたという人物で（上掲の「佐阿」か）、のちに旗本水野忠直（水野忠重の五男）の妻になった。久直の二男「某」（久太郎、兵右衛門）も徳川頼宣に仕えている。
『寛政譜』によれば、久直二女は水野家から離縁され、生家の加納家に戻って男子（忠直の五男。加納十大夫豊重）を産んだ。『断家譜』は水野忠直の三男として「重直」を記し（生母に関する記載はない）、紀州藩士「加納兵右衛門」の養子となって「加納十大夫」を称したとある。『南紀徳川史』によれば久直の二男・加納兵右衛門（実名不詳）の惣領は五郎三郎（のち兵右衛門）勝直とあり、浮沈はあるものの子孫が続いている。

### 譜代大名・加納家
加納久通は、加納政直の二男として生まれ、加納久政の家を継いだ。徳川吉宗が幼少の頃より側近くに仕えた久通は、享保元年（1716年）に吉宗が江戸城に入って将軍に就任すると幕臣となり、御側（御側御用取次）を務め、享保の改革を支えて大きな役割を果たした。享保11年（1726年）には1万石の大名に列した（伊勢八田藩）。八田藩3代藩主の加納久周は、岩槻藩主大岡忠光の子で加納家の養子となった。久周は松平定信の盟友であり、若年寄格側御用取次として寛政の改革を支え、「寛政の三忠臣」の1人に数えられる。石高も1万3000石に加増された。
江戸時代後期には幕府の海防政策に従って上総国一宮に陣屋を移し（一宮藩）、この地で幕末・廃藩置県を迎えた。

### 明治以降の加納家
最後の藩主久宜は、明治2年（1869年）6月23日に版籍奉還で一宮藩知事に任じられたのを経て、明治4年（1871年）7月15日の廃藩置県まで藩知事を務めた。
明治2年（1869年）6月17日の行政官達で公家と大名家が統合されて華族制度が誕生すると加納家も大名家として華族に列した。明治17年（1884年）7月7日の華族令の施行で華族が五爵制になると、同月8日に旧小藩知事として久宜が子爵に列せられた。
久宜は大正初期まで生き、東京控訴院検事、大審院判事、鹿児島県知事、一宮町長、貴族院子爵議員などを歴任して行政・教育・司法・産業振興など多分野にまたがって活躍した。久宜の子・久朗は銀行家を経て、1962年に千葉県知事に当選している（在任110日で急逝）。